# Deliverance (nome)
Deliverance  è un nome proprio di persona inglese maschile e femminile.

## Origine e diffusione
Riprende il termine inglese deliverance, che significa "salvezza", "liberazione" (etimologicamente, dal latino dē, "via", "lontano", e līberō, "liberare", tramite il francese antico delivrance). 
Cominciò ad essere usato come nome proprio durante il XVI secolo, sia per maschi che per femmine, nelle comunità puritane, in riferimento alla "liberazione dal male" da parte di Dio.

## Onomastico
L'onomastico può essere festeggiato il primo di novembre, festa di Ognissanti, non essendovi sante con questo nome che è quindi adespota.